# Lill-Dräkttjärnen
Lill-Dräkttjärnen är en sjö i Bodens kommun i Norrbotten och ingår i Råneälvens huvudavrinningsområde.